# Acarospora epilutescens
Acarospora epilutescens är en lavart som beskrevs av Zahlbr. Acarospora epilutescens ingår i släktet Acarospora och familjen Acarosporaceae.   Inga underarter finns listade i Catalogue of Life.